# 深裂刺头菊
深裂刺头菊（学名：Cousinia dissecta）为菊科刺头菊属的植物。分布于天山地区有以及中国大陆的新疆等地，生长于海拔1,180米的地区，一般生于山坡，目前尚未由人工引种栽培。

## 特征[1]
| 生活型 | 二年生草本 |
| 茎     | 茎直立，高25-35厘米，上部分枝，全部茎枝被稠密的蛛丝毛，有翼，茎翼宽2(5)-4(10)毫米，边缘有刺齿。 |
| 叶     | 基生叶与下部茎叶有短叶柄，二回羽状分裂，一回为全裂，一回侧裂片狭披针形，二回为深裂；中部茎叶与基生叶及下部茎叶等样分裂或一回羽状分裂，但无叶柄；最上部茎叶狭披针形；全部叶质地坚硬，革质或几革质，上面灰绿色，被稠密蛛丝毛，下面灰白色，被蛛丝状绒毛。 |
| 花     | 头状花序宽卵形；总苞，不包括边缘针刺直径12-15毫米，被蛛丝毛。 |
| 果     | 瘦果有4条肋棱，在果顶伸出成4齿，形成不完全发育的果缘。 |